# Sealyham terrier
Sealyham Terrier (najczęściej używane skróty to Sealyham bądź Sealy) to rasa psów z grupy terierów. Jest średniej wielkości, mocnym, wytrzymałym psem. Rasa stworzona została do polowań na borsuki, wydry i lisy, aktualnie rzadko używana do pracy w terenie. Dzięki umiejętnościom adaptacyjnym idealnie nadaje się do życia jako towarzysz osób w każdym wieku, a także zarówno do życia w mieście jak i na peryferiach. Ze strony człowieka sealyham terier potrzebuje sporo uwagi – nie narzuca się, ale potrzebuje bliskości i kontaktu z właścicielem. Szczyt popularności rasy przypada na lata 20. i 30. XX wieku, aktualnie bardzo rzadka.

## Historia

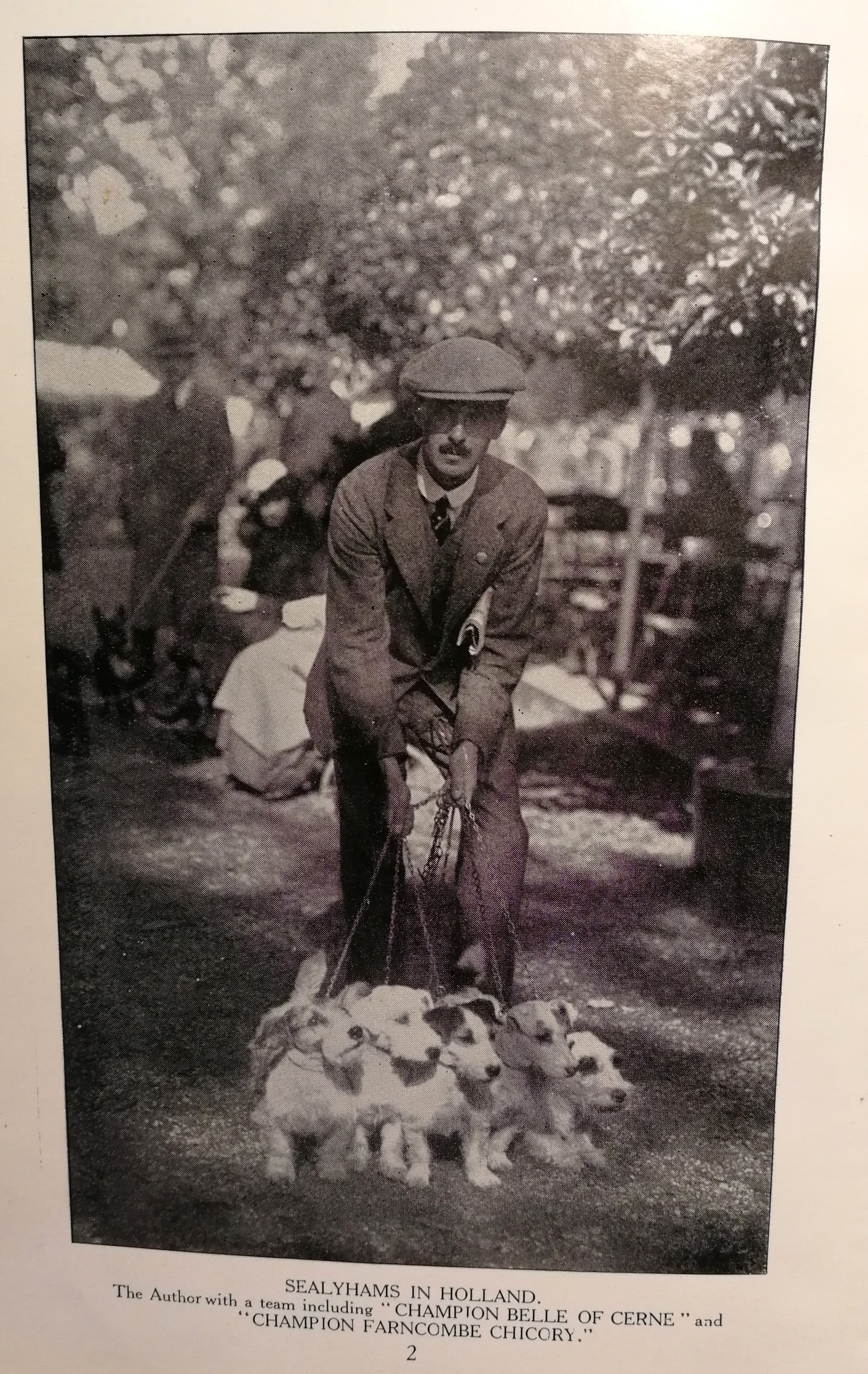
Jocelyn Lucas (hodowla "Ilmer"), jeden z bardziej zaangażowanych hodowców sealyham terierów pierwszej połowy XX wieku, wraz z grupą jego psów

Nazwa Sealyham Terrier pochodzi od Sealyham, Haverfordwest, Wales, majątku kapitana Johna Edwardsa, który postanowił stworzyć rasę idealnie nadającą się do polowania na borsuki, lisy i wydry. Początki planowanego tworzenia rasy szacuje się na rok 1848. John Edwards nie tworzył żadnych notatek, stąd nie ma pewności co do przodków rasy, którą aktualnie znamy jako sealyham terier, jednak z opowieści i przypuszczeń przyjmuje się, że rasa ta powstała z krzyżówki przynajmniej kilku ras:
- cheshire teriera, aktualnie już nieistniejącego białego teriera w typie bulteriera – dla wzmocnienia zgryzu i uzębienia
- dandie dinmont teriera – dla skrócenia nóg
- west highland white teriera – dla umocnienia białego koloru sierści
- foksteriera szorstkowłosego – dla poprawy gatunku włosa
- welsh corgi – dla wielkości

Uzyskanie psa o białym kolorze szaty było niezwykle istotne, by w czasie polowania łatwo można było odróżnić psa od dzikich zwierząt, za którymi pies wchodził do nory.
W 1903 roku pierwszy raz oficjalnie zaprezentowano rasę, a w 1908 utworzony został The Sealyham Terrier Club – klub sealyham teriera w Wielkiej Brytanii. W 1911 rasa została zatwierdzona przez The Kennel Club – brytyjski związek kynologiczny.
Sealyham terier zyskał bardzo na popularności po I Wojnie Światowej, szczególnie w Wielkiej Brytanii i Stanach Zjednoczonych. Był jedną z ulubionych ras gwiazd Hollywood. Właścicielami sealyhamów byli między innymi Humphrey Bogart, Bette Davis, Elizabeth Taylor czy pisarka Agatha Christie. Cary Grant nadał swojemu sealyhamowi imię Archie Leach, które było prawdziwym nazwiskiem Granta. O popularyzację sealyhamów dbał bardzo Alfred Hitchcock, który pokazywał się ze swoimi psami na wielu oficjalnych zdjęciach, a także w filmach – w 1941 w „Podejrzeniu” czy w „Ptakach” w 1963.
Sealyham teriery mieszkały także z przedstawicielami brytyjskiej rodziny królewskiej – Jerzym V i Księżniczką Małgorzatą.
W 1967 roku amerykański autor Maurice Sendak, który również był właścicielem sealyhama, napisał książkę dla dzieci „Higglety Pigglety Pop! Or There Must Be More To Life”, opowiadającą o przygodach Jennie – psa Sendaka. Na podstawie książki w 2010 roku powstał film krótkometrażowy o tym samym tytule, w reżyserii Chrisa Lavis i Maćka Szczerbowskiego, w którym głosu głównej bohaterce – sealyhamowi Jennie – użyczyła Meryl Streep.

### Popularność

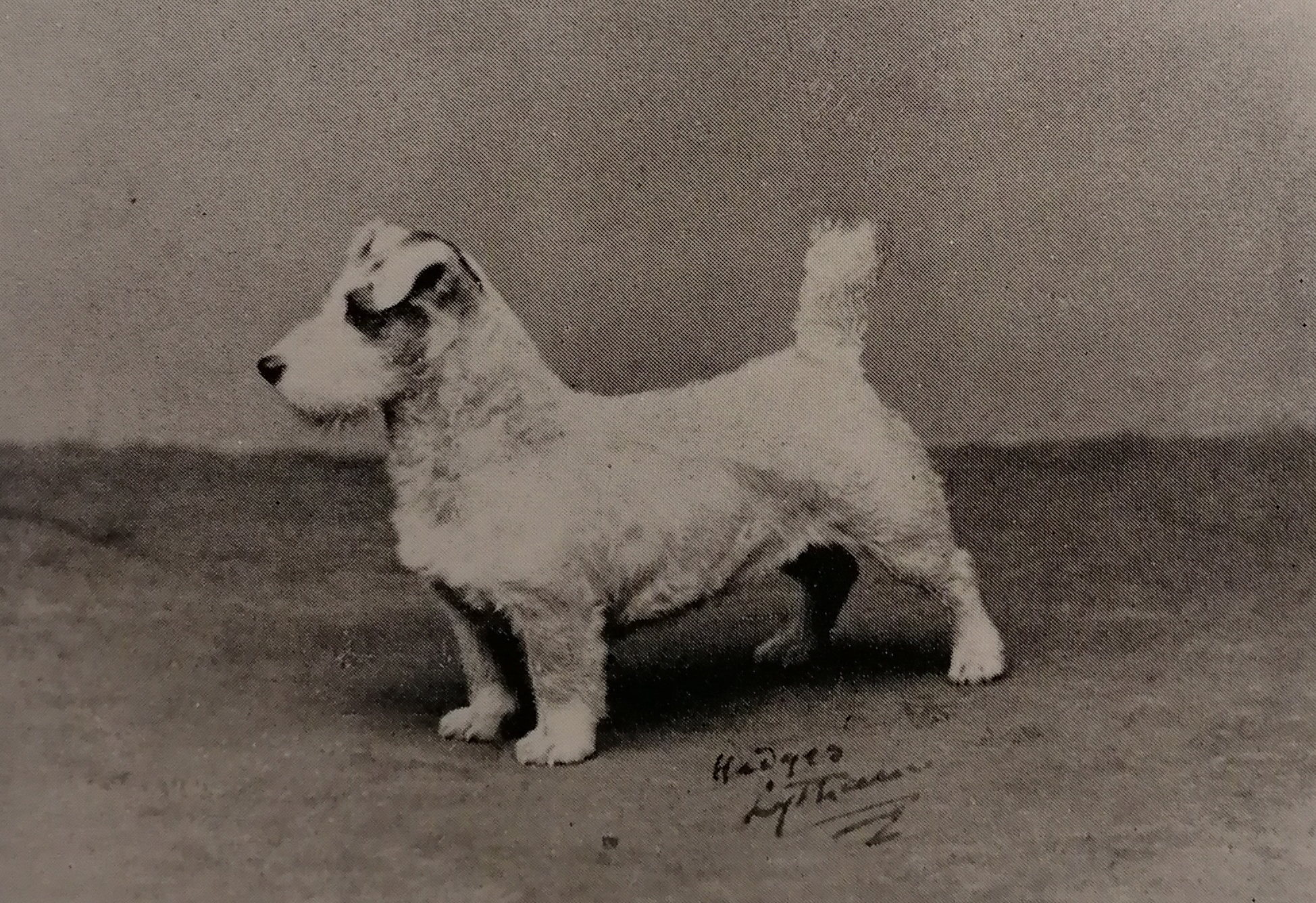
Crazy Jane, najbardziej wygrywająca przedstawicielka rasy w roku 1912

Sealyham teriery były niegdyś rasą cieszącą się popularnością, rocznie w Wielkiej Brytanii rejestrowanych było ponad 2000 szczeniąt w latach dwudziestych XX wieku. Aktualnie sealyham wpisany jest przez „the Kennel Club” na listę zagrożonych ras brytyjskich. Hodowcy na świecie pracują jednak umiejętnie nad systematycznym zwiększeniem pogłowia rasy. Dla porównania – w roku 2011 zarejestrowanych szczeniąt w brytyjskim kennel clubie było jedynie 49, w 2014 – 94, w 2017 – 161.
W Polsce po II wojnie światowej pierwsze sealyhamy sprowadził prof.Maciej Mroczkowski (hodowla „Alba Avis”) odnosząc sukcesy hodowlane i wystawowe na arenie międzynarodowej. W latach 80. i 90. najprężniej działającą była hodowla Hanny Bakuniak „Koncept”, która również zaznaczyła się w historii dużymi sukcesami; wiele z psów z przydomkiem „Koncept” wracało z wystaw z tytułami Zwycięzców Świata, a szczenięta eksportowane były do hodowli na całym świecie.
Niestety według ostatnich opublikowanych statystyk Związku Kynologicznego w Polsce w roku 2016 zarejestrowanych w Polsce było zaledwie 13 dorosłych egzemplarzy rasy, w urodziły się w tamtym roku tylko 3 szczenięta.

## Charakter i usposobienie
Sealyham to pies bardzo przyjacielski, wrażliwy i czarujący, o dużej dozie humoru – często nazywany klaunem wśród terierów. Jednocześnie jest silny psychicznie, czujny i odważny, a, jak każdy terier, potrafi być uparty.

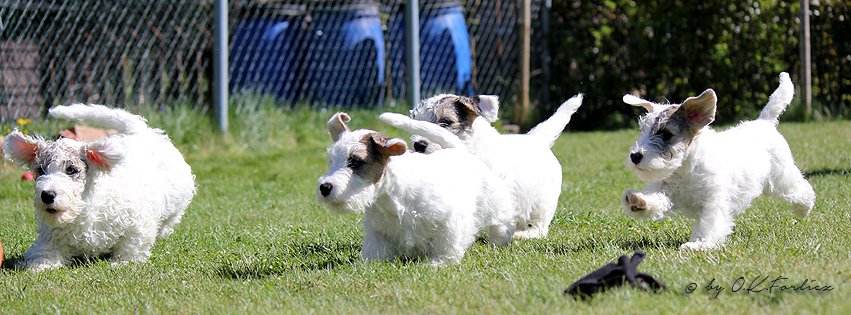
Szczenięta sealyham teriera

## Zdrowie
Rasa ciesząca się ogólnie dobrym zdrowiem. Najczęstszym występującym problemem było PLL (z ang.Primary Lens Luxation), czyli Pierwotne Zwichnięcie Soczewki. PLL może mieć formę dziedziczną lub nabytą i stąd choroba może również występować u psów nieobciążonych genetycznie, jednak dzięki testom DNA dostępnym od 2009 roku udało się hodowcom praktycznie wykluczyć dziedziczną formę choroby. Zgodnie ze statystykami opublikowanymi przez The Kennel Club od 2009 roku na wszystkie przebadane psy w Wielkiej Brytanii jedynie niecałe 3,5% jest obciążonych chorobą genetycznie.
Przez wydłużony format ciała zdarzają się problemy z kręgosłupem i aktualnie trwają badania nad znalezieniem genów odpowiadających za występowanie IVDD (z ang. Intervertebral disk disease) – Choroba krążka międzykręgowego.
Średnia długość życia to 13-14 lat.

## Szata i umaszczenie

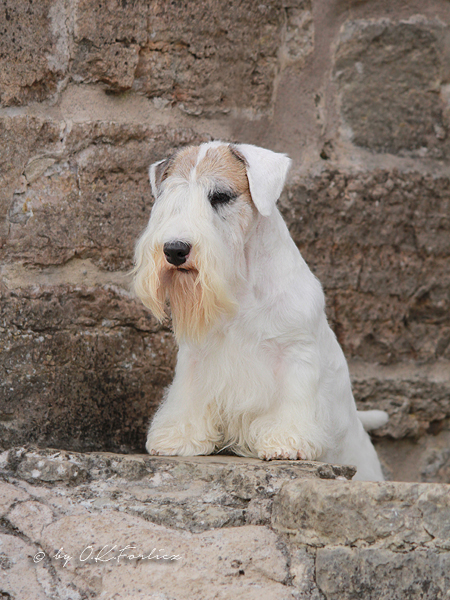
Portret sealyham teriera ze znaczeniami w kolorze borsuczym

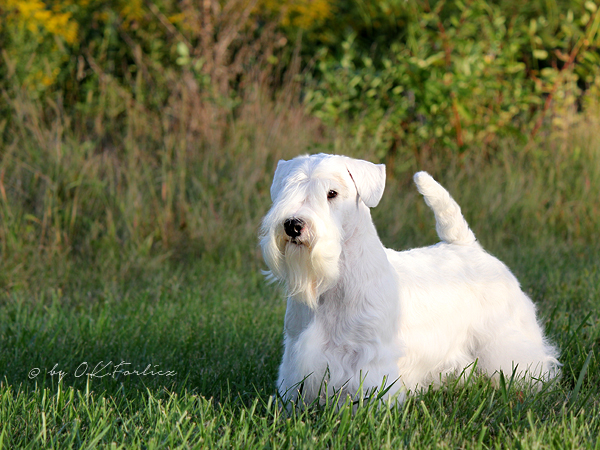
Dorosły sealyham terier

Sealyham terier ma podwójną sierść – szorstką okrywową oraz miękki podszerstek. Taka sierść chroni psa przed warunkami atmosferycznymi i brudem.
Białe umaszczenie sealyham teriera miało z odróżniać psa od zwierząt oraz terenu w którym polował. Zgodnie z wzorcem dopuszczalne są znaczenia na głowie i uszach w kolorze cytrynowym, brązowym, niebieskim bądź borsuczym.

## Kluby sealyham teriera na świecie
- Sealyham Terrier Breeders Association
- American Sealyham Terrier Club
- Sealyham Terrier Club of Canada
- Scandinavian Sealyham Terrier Society

## Książki o sealyham terierach
- Muriel Lee (15.04.2007). Sealyham Terrier: Special Rare-breed Edition (Comprehensive Owner's Guide). Kennel Club Books. ISBN 978-1593783402
- Muriel Lee (2003). The Official Book of the Sealyham Terrier. Beaver's Pond Press. ISBN 978-1592980123
- Muriel Lee (2004). Sealyham Terrier. Interpet Publishing. ISBN 978-1842860601
- Frida J. Chenuz (1956). Sealyhams. Ernest Benn Limited.
- Frida J. Chenuz (1960). Sealyham Terriers. W.&G.Foyle LTD.
- Capitan Jocalyn Lucas (1922). The Sealyham Terrier, with six Chapters on Breeding and eight on Sport. T.H.Crumbie LTD
- Rowland Johns (1933). Our friend the sealyham. Methuen & Co.LTD
- Maurice Sendak (1967). Higglety Pigglety Pop! or There Must Be More To Life. The Bodley Head Ltd. ISBN 0-370-01505-3